# Stiropius woldai
Stiropius woldai är en stekelart som beskrevs av Van Achterberg 1995. Stiropius woldai ingår i släktet Stiropius och familjen bracksteklar. Inga underarter finns listade i Catalogue of Life.